# Ginnasio Antonio Sema
Il Ginnasio Antonio Sema (in sloveno Gimnazija Antonio Sema) è una scuola pubblica per la minoranza italiana a Portorose in Slovenia. La scuola fu istituita nel 1992.